# Váli

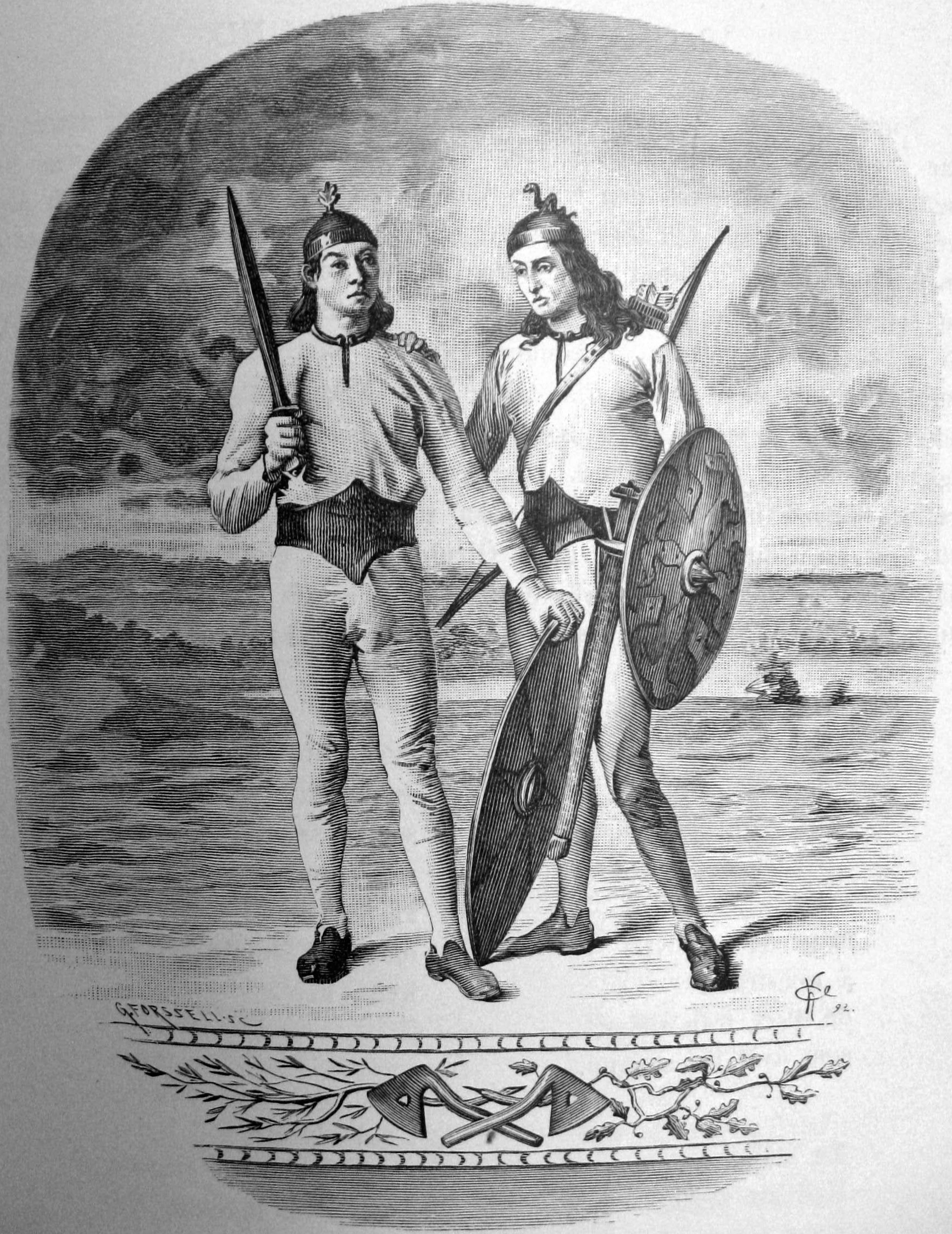
Vidar és Váli

Váli (Vale, Ale, jelentése: "az, aki állítja") áz-isten a skandináv mitológiában, Odin és Rind (néha orosz hercegnő, néha óriásnő) fia. Előre meg volt határozva a sorsa, hogy megbosszulja féltestvérének, Baldrnak a halálát. A számi (lapp) mondák szerint Odin azért nemzette Válit, hogy a jóslat beteljesedjen, ami szerint ő fogja megölni Baldr gyilkosát, Hödrt. Váli kiváló íjász és bátor a harcban. Egyike azoknak az isteneknek, akik túlélik a vízözönt és a tüzet, amit Surtr szabadít a világra a Ragnarökben. Az új világban féltestvérével, Vidarral együtt az Idamezőn (Idavallen) telepednek le, és ők veszik át Odin addigi feladatait.
Az Edda énekekben Vaftrúdnir így szól róla:
Rind szüli Válit

e roppant világra,

Ódin fia felkél,

egy napot élt, s öl;

öldöklő kezét

meg se mossa majd,

borzasan viszi máglyára,

emészteni, Baldr ellenét.

Nem szívesen szóltam,

elhallgatok eztán.

## Fordítás
- Ez a szócikk részben vagy egészben  a   Vale című svéd Wikipédia-szócikk fordításán alapul.  Az eredeti cikk szerkesztőit annak laptörténete sorolja fel. Ez a jelzés csupán a megfogalmazás eredetét és a szerzői jogokat jelzi, nem szolgál a cikkben szereplő információk forrásmegjelöléseként.